# NGC 5541-2
NGC 5541-2 (другие обозначения — UGC 9139, MCG 7-29-59, ZWG 219.65, ARAK 444) — галактика в созвездии Волопас.
Этот объект не входит в число перечисленных в оригинальной редакции «Нового общего каталога» и был добавлен позднее.